# Петье, Клод Луи
Клод-Луи Петье (фр. Claude-Louis Petiet; 9 февраля 1749 — 25 мая 1806) — французский государственный деятель, военный министр Франции (8 февраля 1796 — 14 июля 1797), государственный советник, генерал-интендант Великой Армии, участник революционных и наполеоновских войн.

## Биография
Родился 9 февраля 1749 года в Шатийоне.
20 октября 1766 года поступил на военную службу жандармом Роты Королевы, 30 сентября 1778 года — военный комиссар.
С 25 июня 1779 по август 1780 года — военный администратор Сен-Мало. 8 марта 1782 года переведён в жандармерию береговой охраны Бреста, с 1788 года служил в Ренне.
Приветствовал идеи Революции и в июне 1790 года избран прокурором-синдиком Иль-и-Вилена, 1 октября 1791 года — главный военный судья 13-го военного округа. 31 марта 1792 года — генеральный комиссар Центральной Армии, 1 октября 1792 года — генеральный комиссар Арденнской Армии, 31 октября 1792 года возвратился на пост судьи 13-го военного округа.
15 февраля 1793 года назначен народными представителями комиссаром в Лорьяне, где занимался снабжением Западного побережья, 25 февраля 1793 года — генеральный комиссар Армии Побережь, 1 мая 1793 года — генеральный комиссар Армии Бреста и Армии Шербура, 20 сентября 1793 года вернулся в 13-й военный округ.
2 декабря 1793 года арестован народными представителями, но уже 29 декабря получил свободу и возвратился к функциям военного судьи.
С 15 апреля 1795 года — генеральный комиссар Самбро-Маасской Армии, 19 июня 1795 года — генеральный комиссар Армии Бреста, в октябре 1795 года — член Совета Старейшин, депутат Законодательного корпуса от Кот-д’Ора.
С 8 февраля 1796 по 14 июля 1797 года занимал пост военного министра, подписал назначение генерала Бонапарта главнокомандующим Итальянской Армии, а генерала Моро — главнокомандующим Рейнской Армии, в 1799 году — член Совета Пятисот.
12 ноября 1799 года — руководитель 1-го отдела Военного министерства, 24 декабря 1799 года — государственный советник, 7 февраля 1800 года — главный инспектор смотров.
28 апреля 1800 года направлен с миссией в Женеву, где до 1802 года занимал пост чрезвычайного уполномоченного Французского правительства в Цизальпинской республике.
22 июня 1803 года — генеральный комиссар шести военных лагерей, 25 февраля 1805 года — президент Коллегии выборщиков департамента Йонны. 29 августа 1805 года назначен Императором главным интендантом Великой Армии в Булонском лагере, много сделал для организации победоносной кампании, присутствовал в сражениях при Ульме и Аустерлице.
С 19 мая 1806 года — сенатор.
Умер 25 мая 1806 года в Париже в возрасте 57 лет, похоронен в Парижском Пантеоне.

## Семья
Был женат на Анне-Франсуазе дю Льевр де Пасе (Anne-Françoise du Lièpvre du Bois de Pacé; 1761—1830), от которой имел сыновей: Пьера-Франсуа-Шарля-Александра (Pierre-François-Charles-Alexandre Petiet; 1782—1835) и Огюста-Луи (Auguste-Louis Petiet; 1784—1858). 
Имя его внука, выдающегося инженера-механика Жюля Петье нанесено на Эйфелеву башню в числе 72 выдающихся учёных Франции.

## Награды
- Кавалер ордена Святого Людовика (15 апреля 1792 года);
- Легионер ордена Почётного легиона (20 октября 1803 года);
- Коммандан ордена Почётного Легиона (14 июня 1804 года);
- Великий офицер ордена Почётного Легиона (8 мая 1806 года).